# Габровци
Габровци или Габришта (грч. Δωροθέα, Доротеа) је насељено место у општини Меглен у периферији Средишња Македонија, Грчка. Према попису из 2021. године било је 453 становника.
Према бугарском географу и историчару, Василу Канчову, у Црнешеву је 1900. године живело 580 Словена муслимана и 210 Словена хришћана. Већи део мештана је током 18. века због притиска и веће сигурности за живот прешао на ислам. Године 1924. муслиманско становништво је принудно исељено у Турску а на њихово место су насељене грчке избегличке породице из Турске. На попису из 1928. године Габровци су имали 630 становника, од чега је 444 Словена и 186 Грка.